# Pattern 1914 Enfield
Pattern 1914 Enfield, сокращённо P14, полное название The Rifle, .303 Pattern 1914 — британская пятизарядная винтовка с продольно скользящим затвором. 
В Литве, Латвии и Эстонии обозначалась как Ross-Enfield M.14.
Производилась американскими компаниями. Служила как снайперское оружие, оружие бойцов второй линии и резервных войск, пока не была снята с вооружения в 1947 году.
Является последующей в линии экспериментальных винтовок Enfield и предшественницей американской винтовки M1917 Enfield.

## Предыстория появления

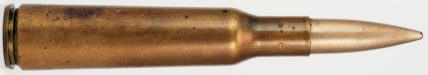
Патрон .276 Enfield (7×60mm), для которого изначально было разработано оружие

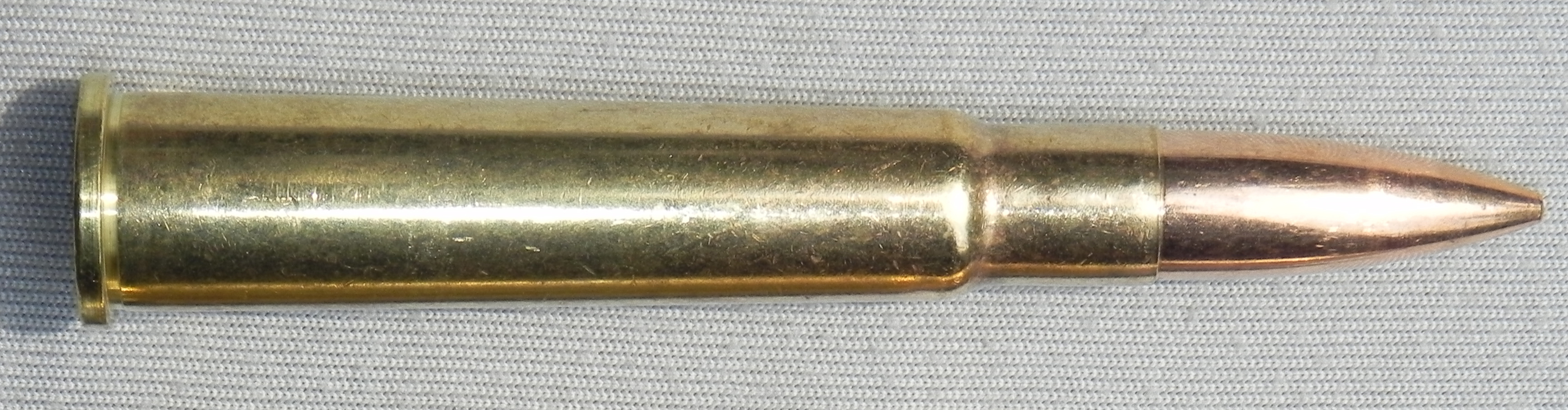
Патрон .303 British (7.7×56mmR), для которого была адаптирована винтовка

Во время англо-бурской войны (1899—1902) британцы столкнулись с точным дальним огнём из винтовок Mauser 1893 и 1895, разработанных под патроны 7 × 57 мм. Этот небольшой, но мощный патрон заставил Военное министерство задуматься о создании аналогично патрона: в 1910 году был создан аналог под названием .276 Enfield. Новая винтовка на основе Mauser 98 под этот патрон получила название Pattern 1913 Enfield или P13, однако массовое производство было налажено лишь частично в самом начале Первой мировой войны, да и на фронте винтовка как основное стрелковое оружие проявила себя слабо.

## Производство и применение

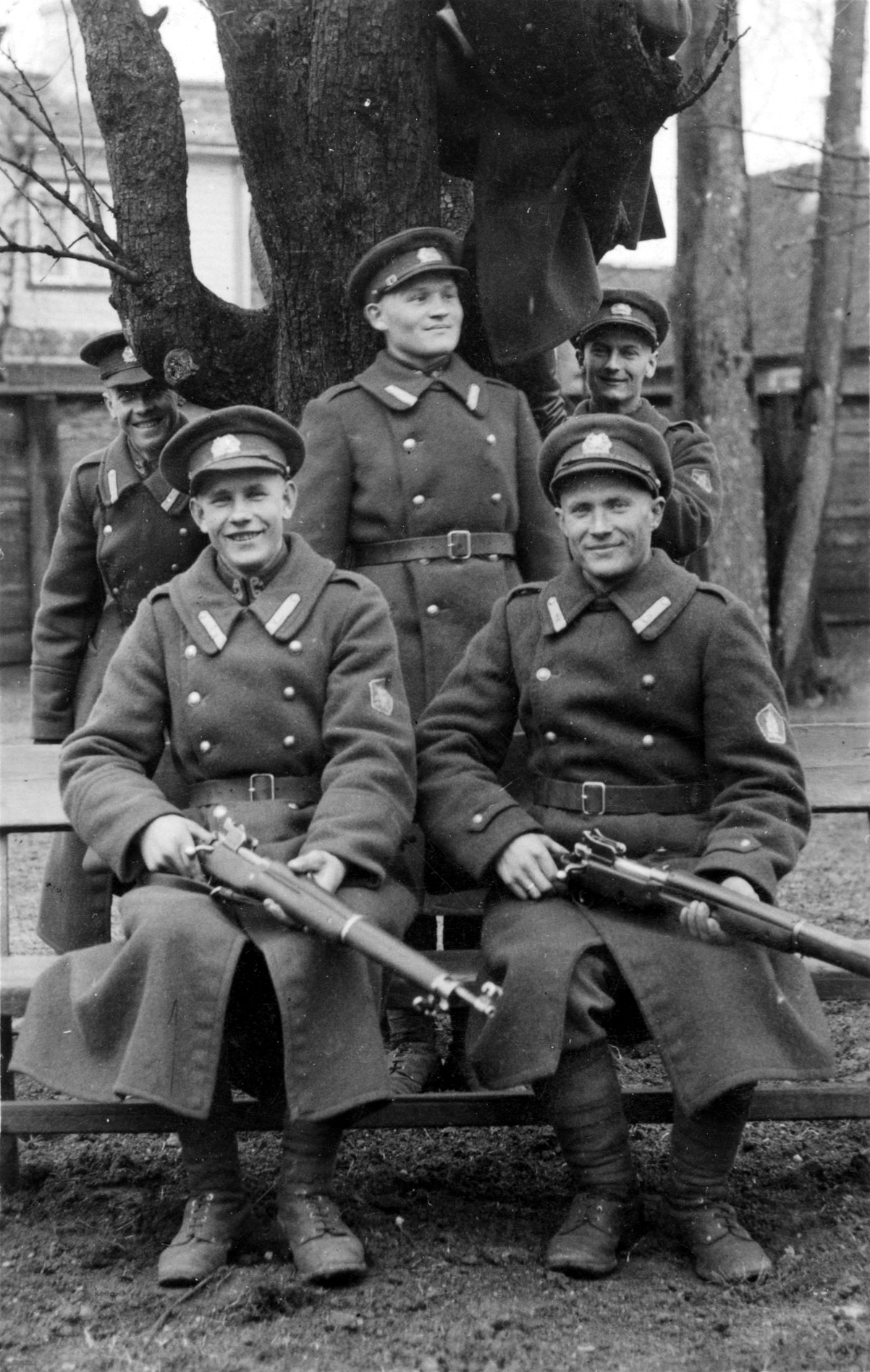
Призывники Сакалского партизанского батальона с винтовками P14

Основной производитель британских винтовок «Vickers Limited» не мог принять дополнительный заказ, поэтому основной винтовкой британской армии во время Первой мировой и в последующие годы осталась винтовка Ли-Энфилд. Необходимость в дополнительном стрелковом оружии сочеталась с нехваткой промышленных возможностей, поэтому за помощью в плане производства британское правительство обратилось к американским компаниям «Winchester», «Remington» и «Eddystone» (подраздел «Ремингтона», производивший позднее P14) с просьбой наладить производство P14 для нужд Великобритании. Это произошло ещё до вступления США в войну. Проблемы заключались в спецификации, качестве и наличии станков и опытных рабочих: до февраля 1916 года произведённые образцы не соответствовали требованиям британцев. Последующая модификация в виде увеличения затворных выступов привела к образованию винтовки Pattern 1914 Mark I* (Pattern 1914 Mark I). Однако каждый завод выпустил свои отличающиеся части к винтовке, что привело к появлению проблемы взаимозаменяемости частей: особенно серьёзные проблемы в этом плане были у «Винчестера», которому потребовалось несколько месяцев для перехода к новому стандарту Mark I*. Официальное название зависело же от производителя по последней букве в названии: W означала винтовку производства «Винчестера», E — «Эддистоуна», R — «Ремингтона».
Основное применение в Первой мировой войне винтовка P14 нашла как снайперская, поскольку обладала более высокой точностью по сравнению с SMLE. Она выпускалась в нескольких вариантах: с обычным прицелом, со съёмным апертурным прицелом — варианты Pattern 1914 Mk I W (F) и Pattern 1914 Mk I* W (F). С апреля 1918 года выходила версия Pattern 1914 Mk I* W (T) с оптическим прицелом Альдиса 1918 года, который использовался преимущественно на винтовках, произведённых компанией «Винчестер», благодаря их высокому качеству изготовления. Всего было произведено 600 тысяч винтовок компанией «Эддистоун», 400 тысяч — «Ремингтоном» и 235293 — «Винчестером» (итого 1235293 экземпляров).
После вступления США в Первую мировую войну винтовка Pattern 1914 Enfield была модернизирована и принята на вооружение Транспортным департаментом Армии США. На тех же фабриках, где производилась P14, позднее началось производство модификации M1917 Enfield под патрон .30-06 Springfield. Винтовка была распространена как дополнение к стандартной американской винтовке Springfield M1903, а вскоре и превзошла её по масштабам производства. В 1926 году в Великобритании модель P14 получила наименование No.3 Mk.1. В межвоенные годы и во время Второй мировой войны ещё одна модификация винтовки, Mk 2, использовалась как оружие тыловых частей вооружённых сил Великобритании. Модификацией винтовки занимались различные частные предприятия, в том числе и государственное «Weedon Royal Ordnance Depot»; они же устанавливали аксессуары. После Дюнкеркской операции и огромной потери оружия в 1940 году винтовка Pattern 1914 Enfield (и приклады к ней) стала особенно ценной для британцев: она же снова использовалась как снайперская, но уже не в условиях окопной войны. Некоторые партии винтовок M1917 Enfield поставлялись из США, но использовали патроны .30-06 Springfield и обозначались красной линией шириной 5 см на прикладе. Австралийская армия использовала P14 как снайперское оружие. Ограниченная партия винтовок P14 Enfield была переработана под патрон .303 British, какой использовался в винтовках Ли-Энфилд. Оружие под обозначением No.3 Mk.1 и No.4 состояло на вооружении Британского ополчения (Хоум-гард), используясь также преимущественно как снайперское.
С вооружения винтовку сняли только в 1947 году. В Канаде, Новой Зеландии, Австралии и Южной Африке винтовки позднее использовались для учебной и спортивной стрельбы.

## Устройство

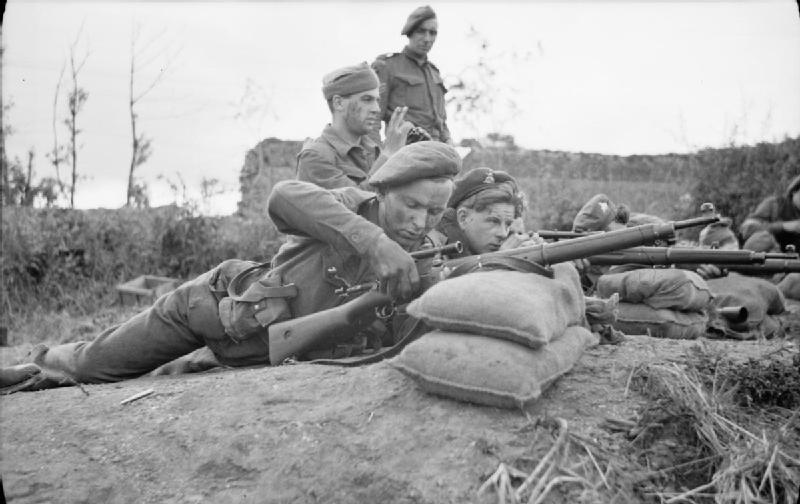
Британский снайпер на учениях во Франции с Pattern 1914 Enfield, 1944 год

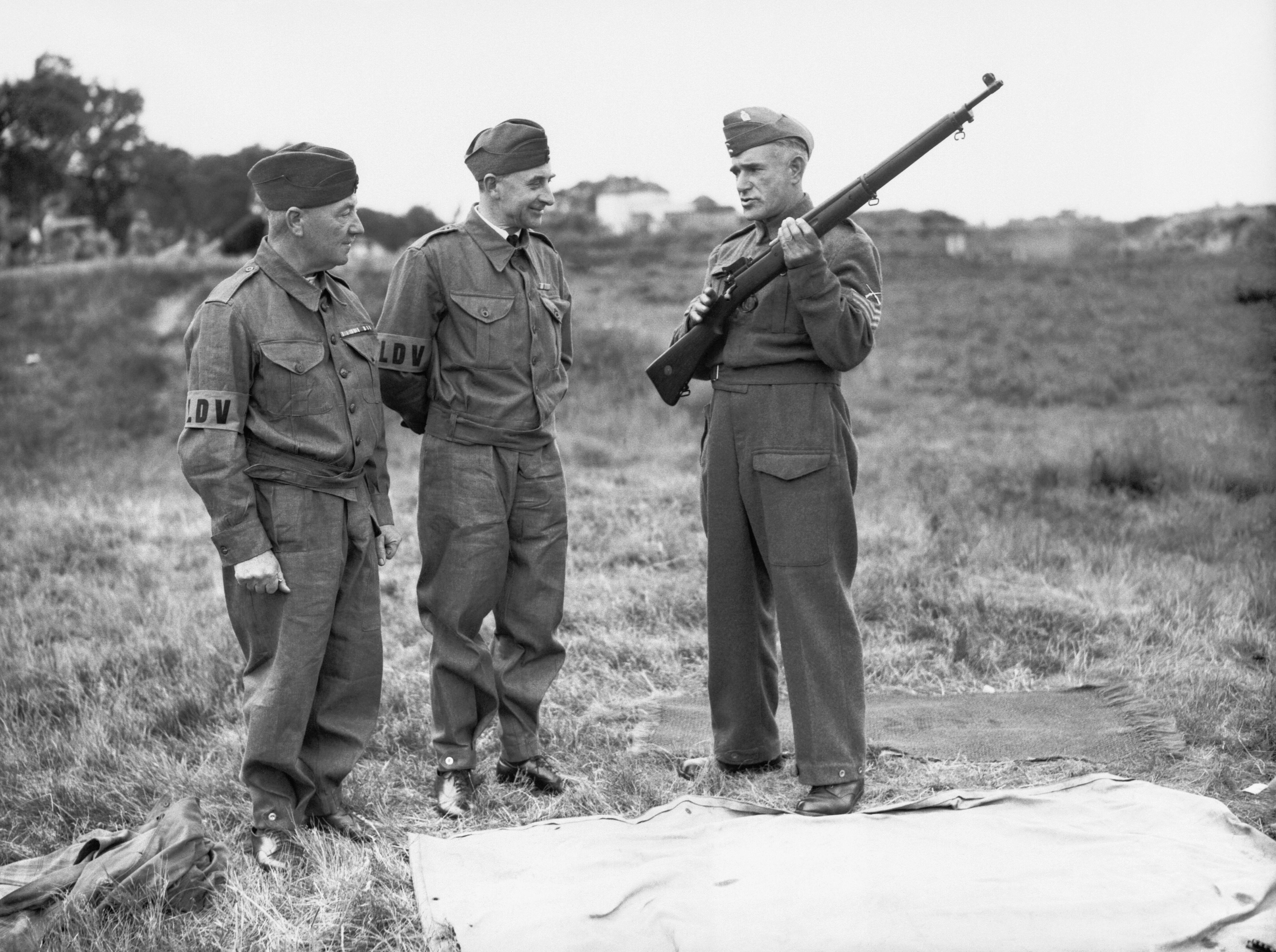
Британские ополченцы учатся использовать винтовку P14

Питание оригинального образца Rifle, .303 Pattern 1914 (P14) осуществлялось от встроенного коробчатого магазина на 5 патронов типа .303 British, располагавшихся в шахматном порядке. Отличительными признаками винтовки являлись рукоять затвора в виде «козьей ножки», два передних боевых упора и «пузатый магазин». На правой стороне приклада находился латунный диск с номером полка. Винтовка оснащалась диоптрическим прицелом, регулируемым по дальности, а также штык-ножом M1917. Регулировка по горизонту при пристрелке осуществлялась поперечным перемещением мушки в пазу. Принцип работы винтовки основан на винтовках Mauser с отдельными элементами Lee-Enfield, а винтовка позволяла вести достаточно быстрый огонь, что ценилось британскими стрелками, тщательно тренировавшимися в стрельбе. Однако отличие Pattern 1914 от Springfield M1903 и Gewehr 98 заключалось в наличии двух отверстий для отвода пороховых газов.
Спусковой механизм состоял из пяти деталей: спускового крючка, спускового рычага с шепталом, винта, оси и пружины спускового крючка. Предохранитель в спусковом механизме исключал возможность выстрела при досылании очередного патрона, также предотвращал выстрелы при недозакрытом затворе и не позволял ему самостоятельно открыться. Также был и флажковый предохранитель, который разобщал ударный и спусковой механизмы и не позволял затвору открыться. Сама винтовка считалась одной из технически продвинутых в Первой мировой войне. Затвор был достаточно большим с долгим ходом, поскольку разрабатывался под патрон .276 Enfield, и работал даже быстрее, чем затвор «Маузера», обеспечивая лёгкость и скорость работы. Необычная форма затворной рукояти с низким профилем, размещённой достаточно близко, позволяла вести быстрый огонь. В связи с тем, что разработка велась под более мощный патрон, встроенный магазин мог теоретически вмещать шесть патронов .303 British, но на практике использовалось только пять. Какого-либо механизма извлечения магазинов у винтовки не было.
Винтовка Pattern 1914 Enfield была оснащена кольцевым прицелом, специально откалиброванным под патроны .303 British Mk VII для эффективного поражения, и мушкой. Прицел был расположен на тыльной части ствольной коробки с делениями в двух группах: от 200 до 1000 ярдов (шаг 100 ярдов) и от 1000 до 1650 ярдов (шаг 50 ярдов). Итоговая дальность поражения по прицелу составляла от 182 до 1509 м. Установок по горизонтали не было, прицел был защищён боковыми стенками колодки, а мушка у дульного среза ствола — «крыльями». Это обеспечивало большую защиту, чем у винтовок «Маузер», «Энфилд» или «Спрингфилд». Также мог устанавливаться и боковой прицел для залповой стрельбы по групповым целям, состоявший из складного диоптрического целика (слева от основного прицела) и регулируемой по дальности мушки. Боковая мушка имела деления для стрельбы от 1500 до 2600 ярдов (от 1372 до 2377 м). Во время ремонта и чистки оружия боковой прицел всегда снимался. Прицел с высокой дальностью и степенью увеличения способствовал укреплению репутации Pattern 1914 Enfield как эффективного снайперского оружия. Именно поэтому снайперы Первой мировой войны считали эту винтовку более точной по сравнению со стандартной «Ли-Энфилд» Mk.III.
По сравнению с Ли-Энфилд винтовка P14 Enfield была точнее и надёжнее, но тяжелее (незаряженный Ли-Энфилд Mk III весил 3,91 кг) и менее скорострельной при вместимости магазина в два раза меньшей, чем у Ли-Энфилда. Британская армия следовала довоенному нормативу, известному как «Минута безумия» (15 выстрелов в минуту по цели диаметром 30 см с расстояния 270 м), и опыт Бурской войны, который привёл к появлению винтовки P13/P14, оказался практически бесполезным в Первой мировой войне, где решающую роль играла скорострельность. Именно поэтому окончательный выбор в плане штатной винтовки британцы сделали в пользу Ли-Энфилд.

## Страны
- Афганистан

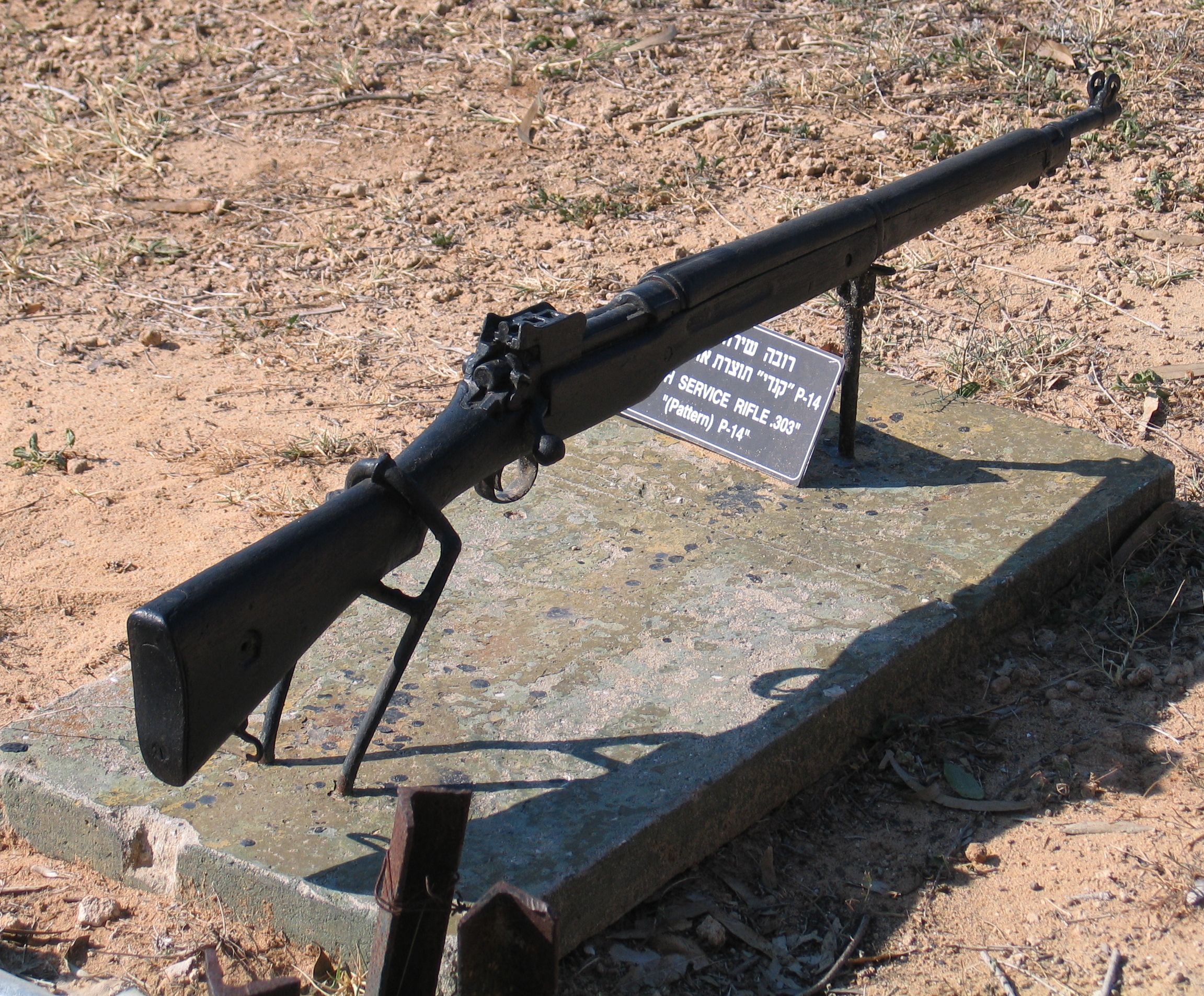
Израильская винтовка P14 Enfield на реконструкционной площадке Яд-Мордехай

- Великобритания — в 1941—1945 из США по ленд-лизу поставлено 1 196 706[11]
- Китайская республика — в 1942—1945 из США по ленд-лизу поставлено 40 000[11]
- Дания: части в Гренландии
- Израиль
- Индия
- Канада
- Латвия
- Литва
- Люксембург
- Норвегия: в послевоенные годы
- Польша: польская полиция в довоенные годы
- СССР: органы НКВД в Ленинграде, оружие поставлялось по ленд-лизу (вероятно из Британии)
- США
- Филиппины: войска Содружества на Филиппинах, полиция и местные антияпонские партизаны
- Эстония